# Matra 530

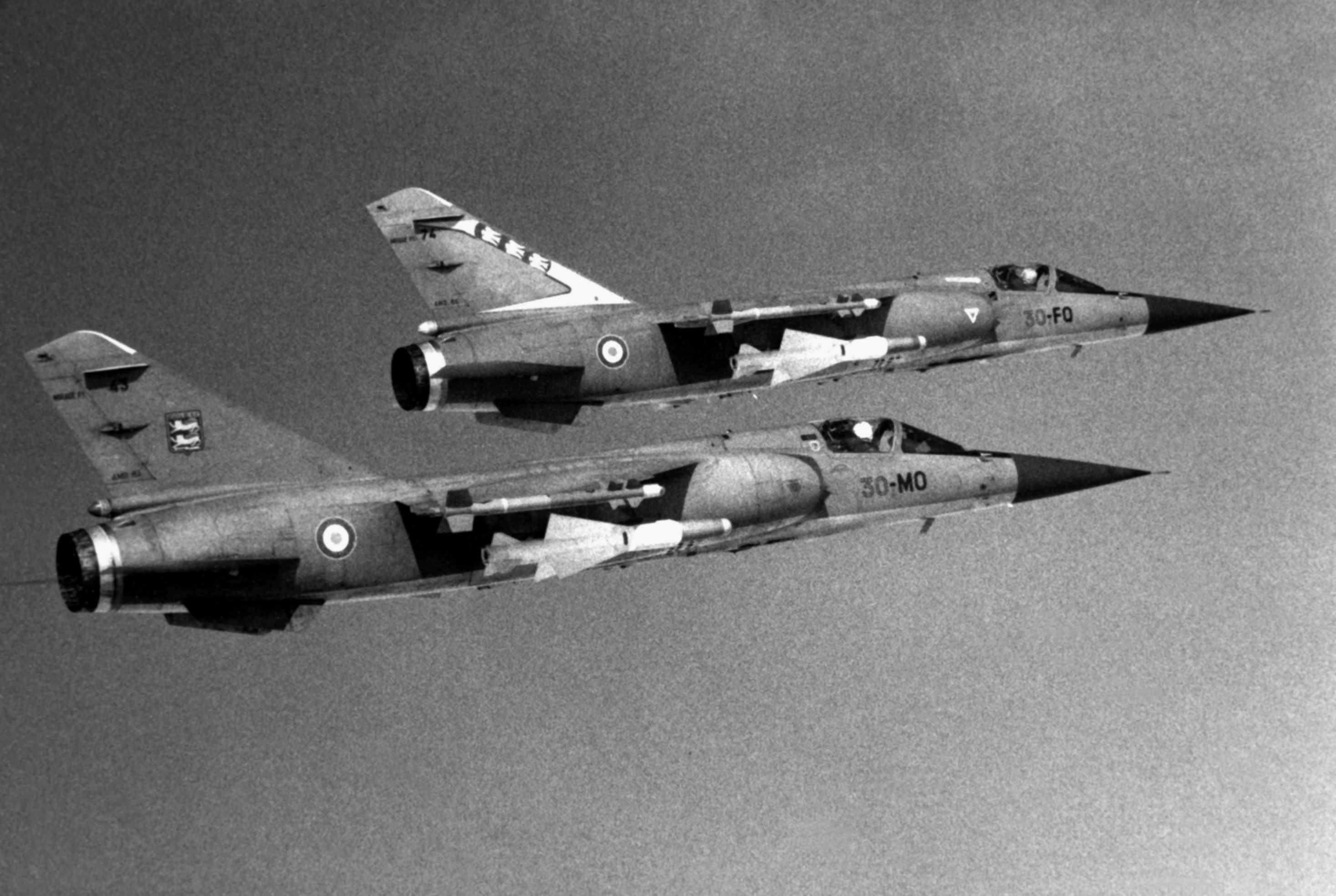
Mirage F1C met Matra R530-raket onder de vleugel

De Matra Sports 530 is een automodel van de Franse autoproducent Matra. De auto is vernoemd naar de R530-raket van Matra Aerospatiale; de defensiepoot van het Matra-concern. Dit is het eerste automodel dat geheel door Matra zelf is ontworpen en gebouwd; de Matra Djet was een René Bonnet-ontwerp. De 530 moest geen sportwagen pur sang zijn, zoals zijn voorganger, maar een toegankelijke voiture des copains (vriendenauto) zoals Matra-directeur Jean-Luc Lagardère beval. Er werd gebruikgemaakt van Ford-techniek, met de 1,7 liter 70 DIN pk sterke V4-motor en transmissie van de Taunus 15M TS. Hoewel de motor voor de achteras werd geplaatst (middenmotor), was er toch nog ruimte voor een kleine achterbank, een zogenaamde 2+2. Andere kenmerken van de 530 waren het niet-alledaagse ontwerp met opklap-koplampen en een targa-dak.

## M530A
Het eerste model, de 530A, werd in de eerste twee productiejaren niet bij Matra in Romorantin, maar bij Brissonneau et Lotz in Creil geassembleerd. Later zou hier de Opel GT worden geassembleerd, terwijl het chassis bij Carrier in Alençon werd gebouwd.
De motor volgde dezelfde evolutie als die van het Ford Taunus-model en in 1969 steeg het vermogen naar 75 pk, door toepassing van een andere carburateur. In 1970 sloot Matra een overeenkomst waarin het tot verregaande samenwerking met Chrysler overging en van het dealernetwerk van Simca gebruik kon maken; een samenwerking die al in 1967 begon. Hierdoor had Chrysler voor de tweede keer in zijn historie een automodel met motor van concurrent Ford in hun programma.
In 1968 beschilderde de Franse kunstenares Sonia Delaunay een 530A, op verzoek van Matra's CEO Jean-Luc Lagardère.

## M530LX/M530SX

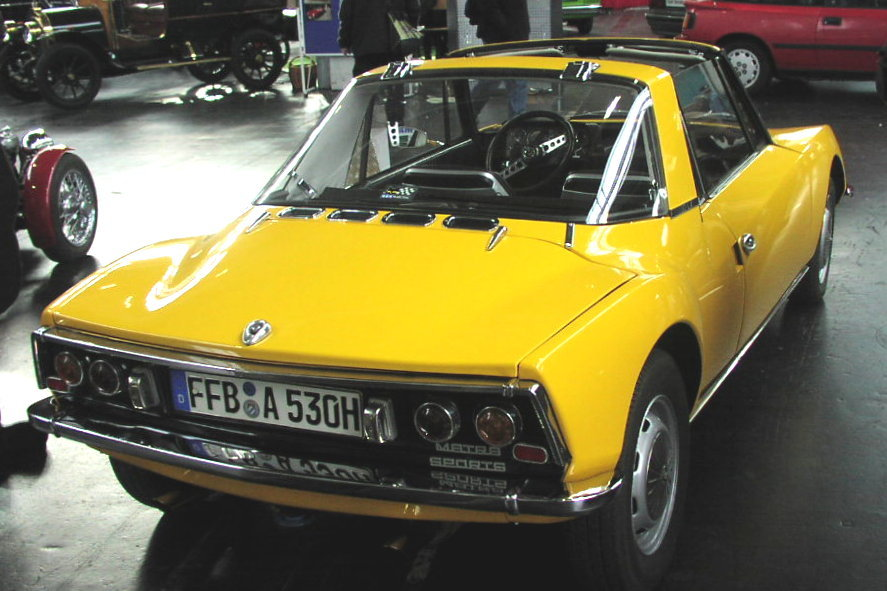
M530LX

Het model onderging een kleine, door Giovanni Michelotti getekende facelift en ging vanaf toen Matra Sports M530LX heten. Deze versie werd in 1970 op de Autosalon van Genève getoond. De belangrijkste veranderingen bestonden uit de gewijzigde achterklep (ging nu open als een hatchback) en een gewijzigde voorbumper.
In oktober 1971 kwam er een budget-versie bij, de M530SX. Die had geen targa-dak, zwarte bumpers in plaats van chroom, en in plaats van opklap-koplampen werden er vaste koplampen gemonteerd, die de auto een ander aanzicht gaven. De bijnaam van de 530SX was "De Piraat".
Deze modellen werden allemaal in de Matra-fabriek te Romorantin geproduceerd.
De 530 was geen commercieel succes. Mede door de tegenvallende sportieve prestaties en de matige afwerking werden in zes jaar slechts 9609 auto's verkocht: 2.062 530A, 4.731 530LX en 1.146 530SX. In 1973 werd de productie gestaakt en werd het model opgevolgd door de Matra Bagheera.